# Cheiropachus cavicapitis
Cheiropachus cavicapitis är en stekelart som beskrevs av Yang 1996. Cheiropachus cavicapitis ingår i släktet Cheiropachus och familjen puppglanssteklar. Inga underarter finns listade i Catalogue of Life.